# 阿母巴偏五格格
阿母巴偏五格格（阿穆巴偏五格格、大費揚古格格），出身不詳，清朝順治帝之格格級庶妃。她的服緞疋數原為十五匹，對比之後的康熙朝內務府檔案，可知阿母巴偏五格格原本的位分等級介乎於康熙二十一年服九匹緞常侍女子（常在）與服二十匹緞貴格格（貴人）之間。

## 生平
她在漢文中被稱為阿母巴偏五格格。在滿文檔案中，則被寫為「amba fiyanggū gege」。「amba」（音：阿穆巴，意為大）為前綴，因順治帝後宮中有兩位格格同名為偏五，所以通過增加前綴，加以區分。「fiyanggū」在《陵寢事宜易知》被譯作偏五，但是一般譯作費揚古，意為漂亮的、最小的，常常作為末生子（無論男或女）的名字。
目前並不清楚阿母巴偏五格格是在何時被順治帝收為後宮主位，僅知她的初始位份應即為格格級，因為順治朝的福晉級嬪御多為蒙古王公之女，而小福晉級嬪御多為八旗出身，並且曾經為順治帝生育子女。康熙八年，與順治帝的其他幾位遺孀一起遷居到長春宮。康熙十年七月，宮廷對後宮主位的宮分進行更定，原服十五匹緞的阿母巴偏五格格改服十三匹緞。康熙十年或之後去世，葬於孝東陵。

## 備註
1. ↑  服緞疋數是後宮主位、婦差和宮女等後宮人員每年從官方獲得的綢緞數量，不僅可視為她們的基本物質待遇，還可作為衡量尊卑的標桿。
2. ↑  「Fiyanggū」亦可譯作篇古/偏娥/費揚姑/斐揚姑/費揚娬/飛揚古/非煙姑等[4]。